# Shazza
Shazza, właśc. Marlena Magdalena Pańkowska (ur. 29 maja 1967 w Pruszkowie) – polska piosenkarka, niegdyś przedstawicielka nurtu disco polo, na początku XXI wieku muzyki pop i dance, kompozytorka oraz aktorka.
Karierę muzyczną zaczynała w latach 80. w zespole Toy Boys Tomasza Samborskiego, za którego namową z czasem rozpoczęła działalność solową. Wylansowała liczne przeboje, w tym m.in. „Baiao Bongo”, „Bierz co chcesz”, „Egipskie noce” i „Tak bardzo zakochani”. Za sprzedaż swoich płyt otrzymała dwie platynowe i cztery złote płyty. Do 2007 sprzedała ponad 2 500 000 egzemplarzy swoich albumów w Polsce.

## Życiorys

### Rodzina i edukacja
Urodziła się w Pruszkowie, a dzieciństwo spędziła w Ursusie. Jest jedynaczką. Jej ojciec Janusz pracował w wytwórni pocztówek dźwiękowych.
Gdy miała sześć lat podjęła naukę gry na fortepianie. Ukończyła naukę w średniej szkole muzycznej w Warszawie. Po ukończeniu nauki w technikum elektronicznym w Warszawie podjęła pracę w dziale zaopatrzenia w firmie handlu zagranicznego „Inter-vis”.

### Kariera zawodowa
Pod koniec lat 80. poznała Tomasza Samborskiego, z którym nawiązała współpracę muzyczną, ponadto przez 10 lat byli parą w życiu prywatnym. W 1992 brali udział w warsztatach piosenkarskich organizowanych przez Związek Polskich Autorów i Kompozytorów w Białowieży, a następnie współtworzyli zespół Toy Boys, w którym śpiewała w chórkach i grała na keyboardzie. Po odbyciu z zespołem trasy koncertowej po Stanach Zjednoczonych postanowiła rozpocząć karierę solową.
Przybrała pseudonim Shazza, który sama tłumaczy jako „niesforna, kochliwa kapłanka ze świątyni Abu Simbel w Egipcie”. Debiutowała piosenką „Szept”, napisaną dla niej przez Samborskiego, którą umieściła na swojej pierwszej kasecie pt. Sex Appeal z 1993. Kaseta została wypuszczona na amerykański rynek i odniosła duży sukces wśród amerykańskiej Polonii, wkrótce została wydana także w Polsce. W kraju podpisała kontrakt z wytwórnią Blue Star, która w 1993 wydała jej kolejny album pt. Jambalaya Mix, promowany przebojami „Jesteś moim ideałem” i „Mała Pigi”. W 1994 wydała singiel „Czego chcesz?” w Chicago, gdzie odbyła kolejną trasę koncertową dla amerykańskiej Polonii. W styczniu 1995 ukazała się jej trzecia kaseta pt. Baiao Bongo, za której wysoką sprzedaż odebrała certyfikat złotej płyty. Tytułowe nagranie, będące nową wersją piosenki Nataszy Zylskiej, okazało się ogromnym przebojem i utorowało Shazzie drogę to zdobycia tytułu „królowej disco polo”.
W maju 1995 wydała album pt. Egipskie noce, za którego wysoką sprzedaż odebrała certyfikat podwójnie platynowej płyty. Wydawnictwo promowała tytułową piosenką, a także utworem „Bierz co chcesz”, który uznawany jest za największy przebój w dorobku Shazzy, a nakręcony do niego teledysk – za kultowy. Teledyski Shazzy były wówczas często emitowane w programie Disco Relax, a piosenka „Bierz co chcesz” zajmowała pierwsze miejsce na liście przebojów, która była prezentowana w programie. W czerwcu 1996 wydała album pt. Noc róży, który był oderwaniem od typowego brzmienia disco polo i prezentował bardziej wyrafinowane brzmienie. Zawierał kilka coverów piosenek sprzed lat, m.in. „Nie bądź taki szybki Bill” Kasi Sobczyk, „Gdy mi ciebie zabraknie” Ludmiły Jakubczak oraz „W siną dal” Igi Cembrzyńskiej i Bohdana Łazuki. Piosenka tytułowa okazała się kolejnym przebojem w dorobku piosenkarki, sam album zyskał status platynowej płyty. W lipcu wystąpiła na XXVI Festiwalu Piosenki Żołnierskiej w Kołobrzegu, gdzie zdobyła Złoty Pierścień za wykonanie piosenki „Nie żałujcie serca dziewczyny” z repertuaru Anny Jantar. W tym czasie zakończyła współpracę z firmą Blue Star, która wydała jeszcze podwójną składankę przebojów Shazzy.
W 1997 nawiązała współpracę z firmą Omega Music, która w czerwcu wydała jej album pt. Tak blisko nieba. Do tytułowej piosenki tekst napisał Janusz Kondratowicz. Płyta przyniosła przeboje: „Małe pieski dwa”, „Jestem zakochana” i przeróbkę hitu „Hasta Mañana” zespołu ABBA. W sierpniu 1998 nakładem firmy Pro Dance wydała płytę Historia pewnej miłości, która była utrzymana w nowoczesnym, dyskotekowym stylu, jednak nie cieszyła się taką samą popularnością jak poprzednie albumy. Również w 1998 zagrała epizodyczną rolę w filmie Witolda Adamka Poniedziałek. Pod koniec czerwca 1999 wystąpiła na 36. Krajowym Festiwalu Piosenki Polskiej w Opolu; z Pawłem Kukizem wykonała piosenkę „Zośka”, ciepło przyjętą przez publiczność. Wiosną 1999 podsumowała dotychczasową działalność składanką pt. Najlepsze z najlepszych. Przeboje 1993-1999, zawierającą także premierowy utwór „Mały słodki Charlie”.
W marcu 2000 znalazła się na okładce i pictorialu magazynu „Playboy”, a jej rozbierana sesja zdjęciowa przyniosła temu czasopismu ogromny sukces wydawniczy, sprzedając się w rekordowym nakładzie. Również w 2000 wystąpiła w spektaklu Teatru Telewizji W tym domu straszy, a także podpisała kontrakt z koncernem fonograficznym Pomaton EMI. Współpraca zaowocowała wydanym na początku 2001 albumem Jestem sobą, który był definitywnym zerwaniem ze stylistyką disco polo, a zwrotem ku brzmieniom popowym. Latem wystąpiła na 38. KFPP w Opolu z piosenką „Może to samba”, którą wywalczyła drugie miejsce w konkursie „Premier”, tuż za zespołem Ich Troje i ich piosenką „Powiedz”. Miała reprezentować Polskę na 24. Festiwalu Krajów Nadbałtyckich w Karlshamn, jednak organizatorzy zmienili decyzję i na jej miejsce zaprosili zespół Ich Troje. Ponadto zagrała w filmie Witolda Adamka Wtorek, będącym kontynuacją jego Poniedziałku z 1998.
W listopadzie 2006 podczas koncertu we Wrocławiu, Shazza zaprezentowała premierowy utwór „I Don’t Wanna” oraz cover „Magic Carillon”. Wiosną 2007 pojawiła się ponownie w mediach oraz nagrała nowe wersje swoich przebojów: „Bajao Bongo”, „Bierz co chcesz”, „Noc róży” czy „Tak bardzo zakochani”. W międzyczasie ukazały się składanki z jej piosenkami oraz premierę miało kilka nowych utworów, np. „A Maria” czy „It’s A Sin”. 28 lipca 2012 podczas występu w Ostródzie odebrała nagrodę za 20-lecie pracy artystycznej. Jesienią tego samego roku została jedną z jurorek w programie Disco Star. W sierpniu 2013 zaśpiewała w Mrągowie „Ach jak przyjemnie”, a na początku 2014 wydała pierwszy od 13 lat teledysk, nagrany do piosenki „Ty i ja (Da-di-dam)”. W kwietniu 2014, podczas świątecznego wydania programu Disco Relax, odbyła się premiera piosenki nagranej w duecie z Michałem Gielniakiem „Powiedz, że mnie kochasz”. W czerwcu odbyła się premiera teledysku do tej piosenki.
W styczniu 2015 nagrała piosenkę „Napisz do mnie”, do której nakręciła teledysk. Wystąpiła też w zapowiedzi 18. sezonu Magla towarzyskiego. 6 czerwca podczas koncertu w Kościanie premierowo zaprezentowała nową wersję przeboju „Zabaw się ze mną”. W maju 2016 nagrała piosenkę „Miał takie piękne oczy”, której premiera odbyła się w programie Disco Star. W kwietniu 2017 premierę miała kolejna piosenka – „Szalony, wymyślony”. Tego samego roku zagrała w Lublinie jubileuszowy koncert z okazji jubileuszu 25 lat pracy artystycznej. Podczas transmitowanego na Polo TV koncertu zaprezentowała nową wersję „Historii pewnej miłości”, do której następnie nakręciła. W 2018 wypuściła teledysk do piosenki „Ex” oraz opublikowała „Disco Dance Mix”, zbiór swoich przebojów nagranych w latach 2014–2018. W czerwcu 2019 udzieliła wywiadu dla TVP Kultura w programie „ONE kobiety kultury”, a pod koniec roku zaprezentowała nowy teledysk do utworu „Najładniejszy uśmiech”.
W marcu 2020 ukazała się książka autorstwa Katarzyny Jurkowskiej i Katarzyny Kościelak pt. Kobiety przełomu, którego bohaterką była m.in. Shazza. W październiku tego samego roku udzieliła wywiadu dla programu Gwiazdozbiór TVP Rozrywka. W 2021 udzieliła wywiadu w programie Raport, wystąpiła w Ostródzie podczas Wakacyjnej Trasy Dwójki i wystąpiła podczas benefisu Bayer Full, a w grudniu wyemitowane zostały dwa koncerty telewizyjne z udziałem Shazzy: Hej w dzień narodzenia i Szalone lata 90-te.
W 2022 świętowała jubileusz 30-lecia pracy artystycznej. Z tej okazji udzieliła wywiadów w programach: Pytanie na śniadanie, Alarm!, Teleexpress i Dzień dobry TVN. Opowiedziała w nim m.in. o chorobie nowotworowej, z którą zmaga się od kilku lat. W lipcu opublikowała teledysk do utworu „Jackie, Jackie” oraz wystąpiła podczas Wakacyjnej Trasy Dwójki, na którym obchodzony był jubileusz 30 lat disco polo. W sierpniu podczas Disco Hit Festiwalu w Kobylnicy zagrała koncert z okazji jubileuszu 30-lecia pracy artystycznej oraz odebrała statuetkę.

## Filmografia
- 1996: Bara Bara (film dokumentalny) – ona sama
- 1998: Poniedziałek – właścicielka sklepu
- 1999: W tym domu straszy (spektakl Teatru Telewizji) – Magda
- 2000: Sukces – sekretarka
- 2001: Odszkodowanie (spektakl Teatru Telewizji) – piosenkarka
- 2002: Wtorek – właścicielka sklepu

## Programy telewizyjne
- 1994–2002: Disco Relax (Polsat) – gospodyni kącika dla zakochanych i koncertu życzeń
- 2012–2017: Disco Star (Polo TV) – jurorka
- 2013: Listy do Shazzy (Polo TV) – gospodyni programu

## W kulturze
Na wydanej przez Big Cyc w 1996 płycie Z gitarą wśród zwierząt ukazał się poświęcony Shazzie prześmiewczy utwór „Shazza, moja miłość” do którego grupa nakręciła również wideoklip będący pastiszem teledysku do utworu „Egipskie noce”. W utworze tym znalazło się również nawiązanie do widocznego w tamtym czasie podobieństwa stylizacji Shazzy oraz ówczesnej pierwszej damy – Jolanty Kwaśniewskiej.
Wizerunek Shazzy był dwukrotnie wykorzystywany w programie Twoja twarz brzmi znajomo, a w piosenkarkę wcielili się: Kasia Cerekwicka („Bierz, co chcesz”) i Mariusz Ostrowski („Baiao Bongo”).